# Манкиров, Климентий Николаевич
Климентий Николаевич Манкиров (5 мая 1955 года, с.  Солоновка, Новочихинского района, Алтайского края — 1 января 1995 года, Грозный) — заместитель командира 527-го отдельного мотострелкового батальона по воспитательной работе  131-й отдельной Краснодарской Краснознамённой орденов Кутузова и Красной Звезды казачьей мотострелковой бригады 67-го армейского корпуса  СКВО, майор. Кавалер ордена Мужества (посмертно).

## Биография
Родился 5 мая 1955 года в с. Солоновка, Новочихинского района, Алтайского края, калмык. Окончил школу № 2 с.Садовое Сарпинского района. После учебы в Свердловском высшем военном училище попал по распределению в Туркестанский военный округ, г. Чирчик.
Принимал участие в миротворческих операциях на территории Северной Осетии и Ингушетии.
Принимал участие в боевых действиях на территории Чеченской Респ. с декабря 1994 г.
Батальон Манкирова в декабре 1979 года первым вошел в Демократическую Республику Афганистан и захватил перевал Саланг. Дважды был контужен. Имеет ряд государственных наград. Климентий Николаевич прослужил в Афганистане с декабря 1979 по декабрь 1982 гг.
После службы в Афганистане его по распределению  назначен на Дальний Восток в п. Екатеринославка, где располагался 2-й гвардейский танковый полк 21-й гвардейской танковой дивизии 35-й армии..
9 сентября 1994 года Манкиров убыл переводом в Северо-Кавказский военный округ. Из представления к назначению на вышестоящую должность:

ПРЕДСТАВЛЕНИЕ К НАЗНАЧЕНИЮ НА вышестоящую должность
Майор МАНКИРОВ Климентий Николаевич, заместитель командира танкового батальона по работе с личным составом 2 гвардейского танкового полка 21 гвардейской танковой дивизии 35 армии с 11.6.1992 года, майор.
Представляется к назначению на должность заместителя командира танкового полка по работе с личным составом Северо-Кавказского военного округа.
Принимал участие в оказании интернациональной помощи с 28.12.1979 г. по 18.02.1982г.
93 Занимаемой должности соответствует.
Достоин назначения на должность заместителя командира танкового батальона по работе с личным составом.
Представляется к назначению на должность заместителя командира танкового полка по работе с личным составом Северо-Кавказского военного округа.
Дисциплинированный, грамотный офицер. Постоянно работает над повышением профессионального уровня. К выполнению служебных обязанностей относится добросовестно.
Стремится правильно проводить и организовывать воспитательную работу с личным составом батальона. Воспитывает у подчиненных верность воинскому долгу и Военной присяге.
Организовывает и проводит мероприятия по укреплению воинской дисциплины и правопорядка в подразделении.
Знает и деловые и моральные качества всего личного состава батальона, его настроение и способен влиять на них.
Организовывает и проводит оперативное и правовое информирование личного состава. Имеет чувство ответственности на порученном участке , проявляет должную настойчивость в решении стоящих задач.
Проявляет должную требовательность к подчиненным. Наряду с требовательностью, проявляет заботу о людях, вникает в их нужды и запросы.
В военном отношении подготовлен хорошо. По основным предметам командирской подготовки показывает хорошие результаты.
Батальон по результатам итоговой проверки за 1992 год оценен хорошо, занимает 1 место в полку. Состояние воинской дисциплины удовлетворительное.
По характеру выдержан, вежлив. На замечания и критику реагирует болезненно, но делает правильные выводы.
В строевом отношении подтянут. Физически подготовлен хорошо.
Рассмотрен на заседании постоянно действующей аттестационной комиссии полка: «Достой назначения на должность заместителя командира танкового полка по работе с личным составом» Протокол № 45 от 8.9.1993 г.
Ходатайствую о назначении майора МАНКИРОВА К. Н. на должность заместителя командира токового полка по работе с личным составом Северо-Кавказского военного округа.

— «Книга Памяти. Адыгея»
С 4 декабря 1994 года находился в зоне вооружённого конфликта в Чеченской Республике
26.12 1994 года батальон Манкирова вошел на территорию Чеченской Республики. За бой на одном из перевалов получил медаль «За боевые заслуги».
31.12.1994 года заместитель командира 527-го отдельного мотострелкового батальона по воспитательной работе  131-й отдельной Краснодарской Краснознамённой орденов Кутузова и Красной Звезды казачьей мотострелковой бригады 67-го армейского корпуса  СКВО майор Манкиров,  будучи во главе 2-го сводного отряда мотострелковой бригады вместе с шестью бойцами на БМП № 214 подверглись обстрелу из гранатометов. Манкиров выбрался из горящей машины и вступил в бой, отражая атаки боевиков, позже был ранен и добит в упор. 
В районе пересечения Старопромысловской и Алтайской улиц, на пустыре, неподалеку от пожарной вышки, некоторые члены экипажа погибли на месте, а К. Н. Манкиров  и несколько человек пропали без вести, это: с-т Александр Владимирович Поляков, Юрий Геннадьевич Афанасьев, Владимир Алексеевич Короткий и Александр Шамильевич Докаев.
01.01.1995 г. пропал без вести в ходе боя за железнодорожный вокзал г. Грозного Чеченской Республики
Решением городского суда Республики Адыгея объявлен умершим. Считался пропавшим без вести, найден в Ростовской лаборатории, опознан и похоронен на Богородском кладбище Ногинского района Московской области.
Имя К. Манкирова увековечено на мемориале в г. Майкоп Республики Адыгея.
В Садовской средней шк. № 2 установлена мемориальная доска и открыта парта героя.
Был награжден «Орденом Мужества» посмертно, похоронен на Богородском кладбище под Ногинском, Московской области.

## Награды
Указом Президента РФ  награждён орденом Мужества (посмертно), «за мужество и отвагу, проявленные в период боевых действий в Чеченской Республике».

## Семья
- Жена — Валентина Семёновна Манкирова
- Сын - Константин, окончил Санкт-Петербургское Суворовское училище (2002)

## Память

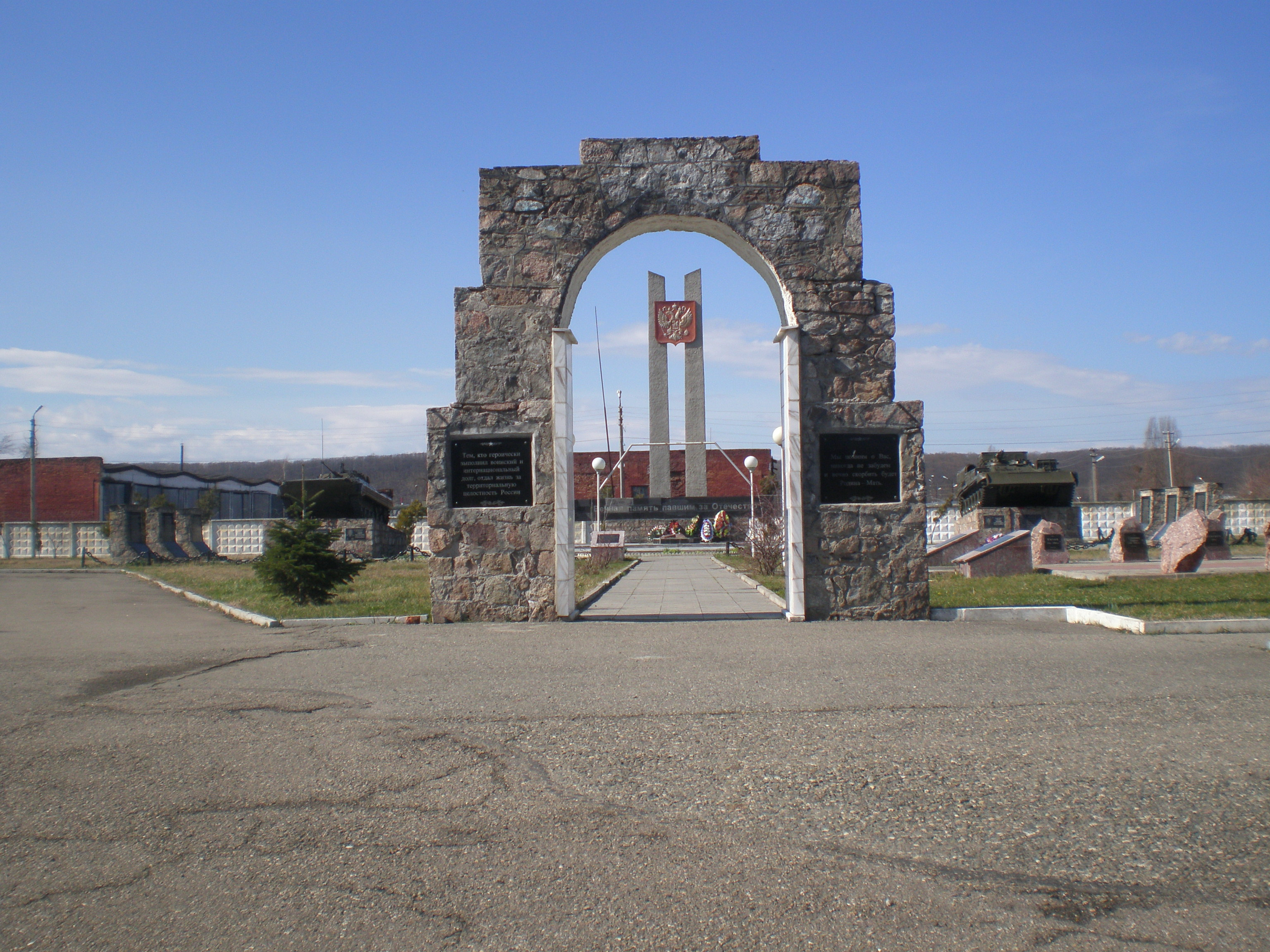
Мемориал воинам, павшим в локальных конфликтах, Майкоп

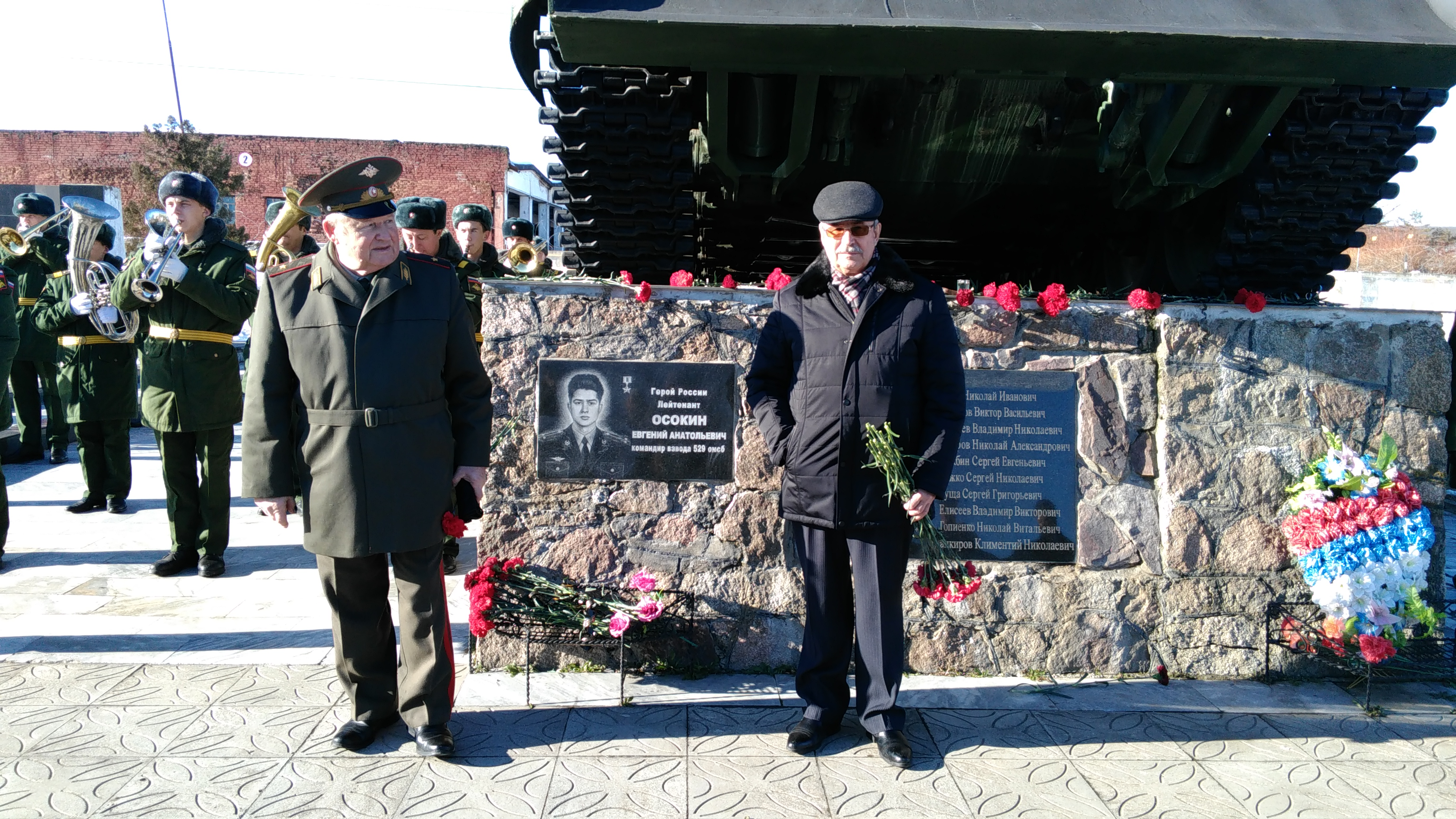
В День памяти погибших в локальных конфликтах. У БРЭМ-1 - памятника, офицерам технических служб бригады генерал А. А. Дорофеев, и Анатолий Осокин

- 2 января в Адыгее Законом республики установлен «День памяти воинов, погибших в локальных конфликтах»[3][4];
- В Майкопе в месте дислокации 131-й отдельной мотострелковой бригады, установлен Мемориал, посвящённый воинам бригады, погибшим в локальных конфликтах[5]: на постаменте установлен БРЭМ-1 и две памятные таблички:
- Герою России лейтенанту Евгению Осокину
- Список офицеров технических служб бригады: 
  - полковник Пиха, Николай Иванович
  - майор Булахов, Виктор Васильевич
  - майор Гоголев, Владимир Николаевич
  - майор Петров, Николай Александрович
  - ст. лейтенант Гужбин, Сергей Евгеньевич
  - лейтенант Божко, Сергей Николаевич
  - лейтенант Гуща, Сергей Григорьевич
  - лейтенант Елисеев, Владимир Викторович
  - ст. прапорщик Гопиенко, Николай Витальевич
  - майор Манкиров, Климентий Николаевич

Шесть пилонов со списками фамилий: 2 группы по 3 пилона, с левой и правой сторон памятника.
Каждый год 2 января на мемориале проводится торжественно-траурная перекличка погибших воинов. 
- На могиле установлен надгробный памятник.
- В МКОУ «Садовская СОШ № 2» установлена Мемориальная доска и Парта Героя[8].
- Мемориальная доска установлена на Богородском кладбище под Ногинском, Московской области